# 特里沃利鎮區 (堪薩斯州埃爾斯沃思縣)
特里沃利鎮區（英語：Trivoli Township）為美國堪薩斯州埃爾斯沃思縣轄下的鎮區。2010年美国人口普查中此鎮區人口有54人。

## 地理
特里沃利鎮區涵蓋總面積為93.4平方（36.08平方英里），其中陸地面積為93.1平方（35.94平方英里），水域面積為0.36平方（0.14平方英里）或0.39%。海拔高度512（1,680英尺）。

## 人口統計
根據2010年美國人口普查，特里沃利鎮區人口有54人，其中男性有26人，女性有28人，人口密度為每平方公里0.58人，住房計23戶。鎮區內的白人有54人，非裔美國人有0人，美洲原住民有0人，亞裔美國人有0人，太平洋島裔美國人有0人，其他種族有0人，混血種族則有0人。此外鎮區內有4人為西班牙裔或拉丁裔美國人。此鎮區之年齡中位數為34.0歲，而男性年齡中位數為36.0歲，女性年齡中位數為32.0歲。

## 交通

### 主要公路
- 4號堪薩斯州州道